# Ruiterstandbeeld van Frederik de Grote

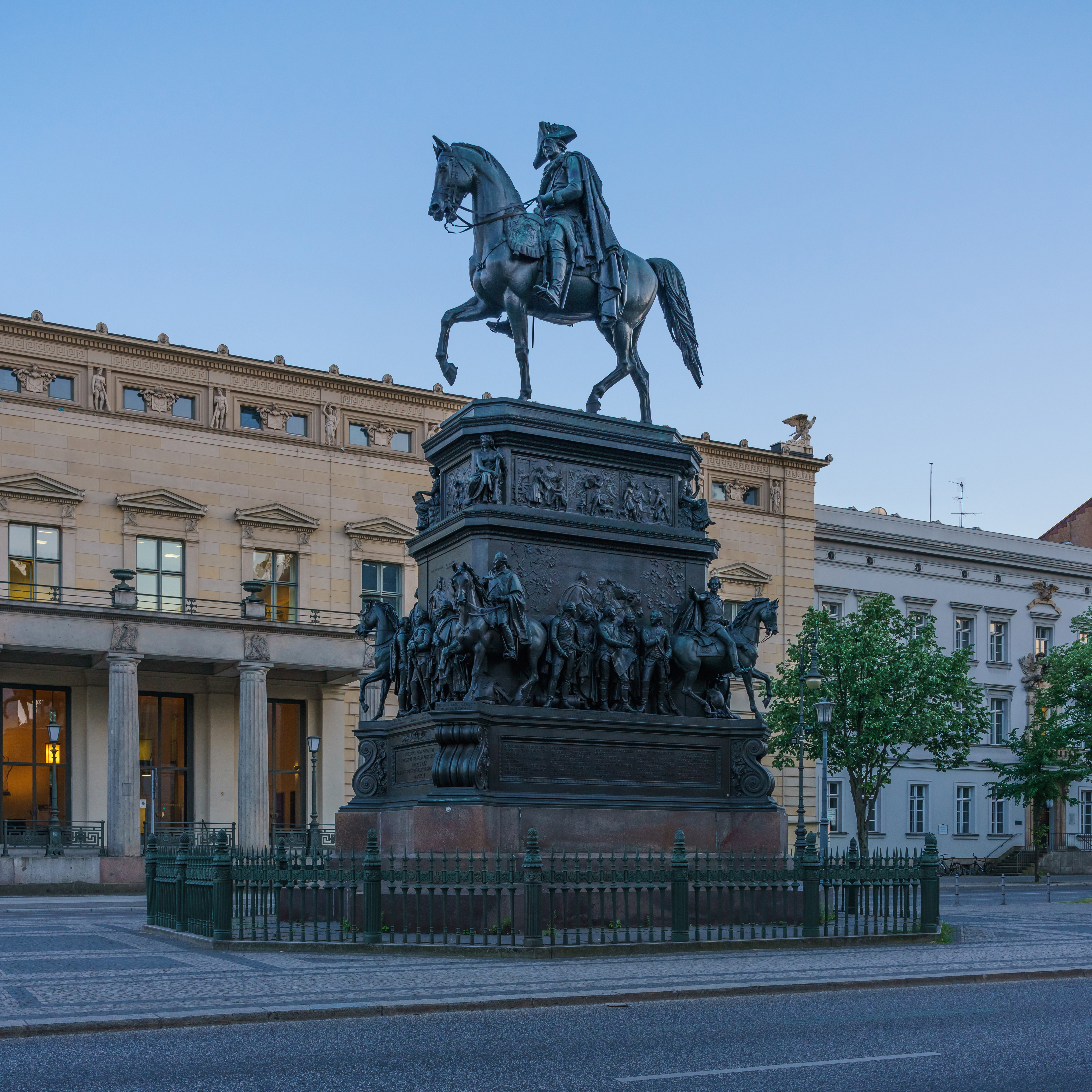
Het Ruiterstandbeeld van Frederik de Grote

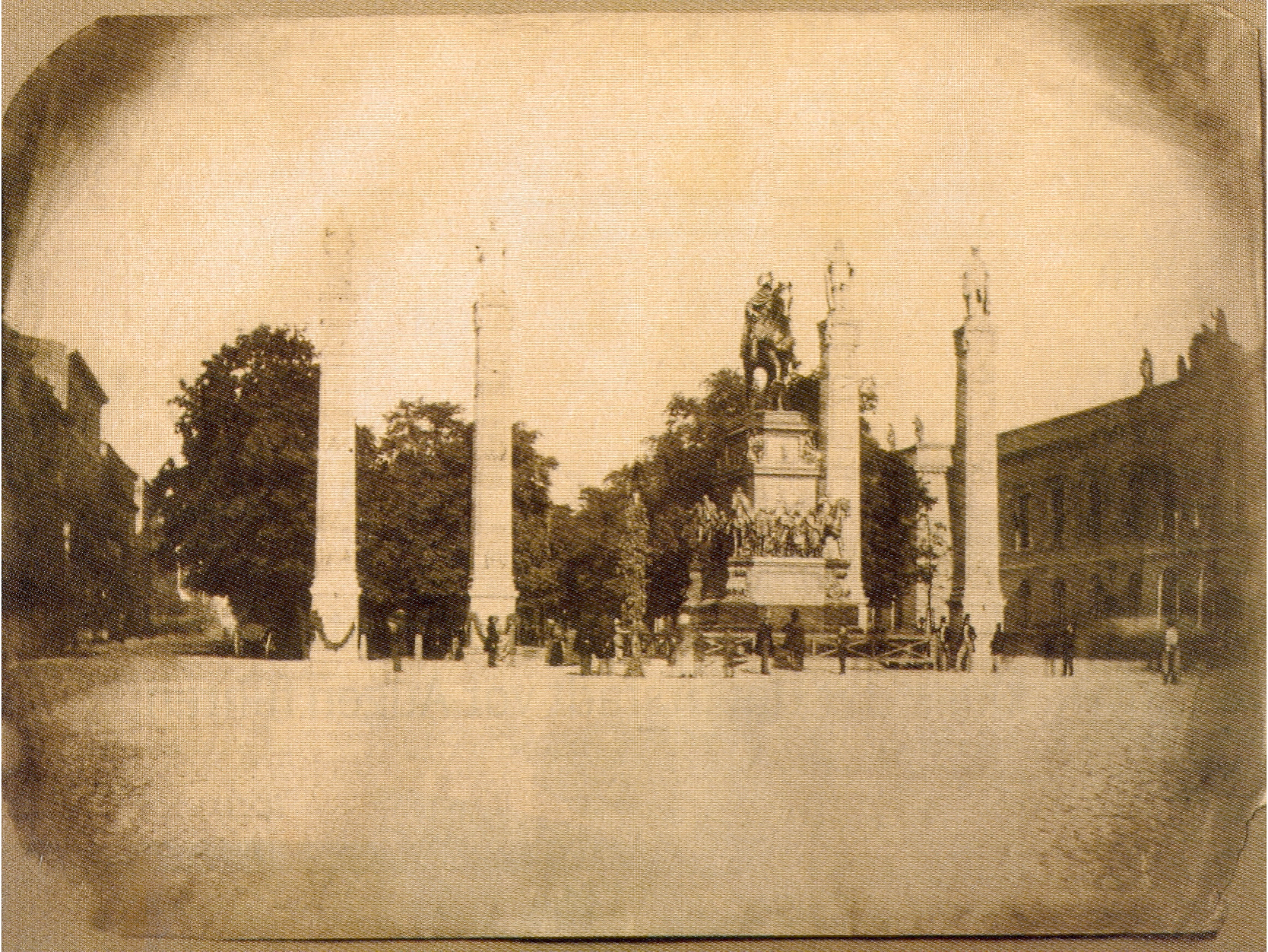
Het ruiterstandbeeld in 1851

Het Ruiterstandbeeld van Frederik de Grote (Duits: Reiterstandbild Friedrichs des Großen) staat aan de oostzijde van de bomenrij van de Unter den Linden in Berlijn. Het beeld is ontworpen en gemaakt door Christian Daniel Rauch tussen 1839 en 1851. Het is een van de bekendste ruiterstandbeelden van het negentiende-eeuwse Duitsland.

## Geschiedenis
Koning Frederik Willem III gaf in februari 1836 de opdracht om een ontwerp te maken van een monument ter ere van de Pruisische koning Frederik de Grote. In eerste instantie kreeg de beeldhouwer Johann Gottfried Schadow de opdracht. Hij had zelfs al studies gemaakt van het gieten en de form van ruiterstandbeelden in buitenlandse steden als Kopenhagen, Stockholm en Sint-Petersburg. Uiteindelijk koos de koning voor de ontwerpen die Rauch tussen 1836 en 1839 had uitgewerkt. Schadow was uiteraard teleurgesteld omdat hij de eervolle opdracht uiteindelijk niet had gekregen, dit deed hem ten slotte zeggen: Mein Ruhm ist in Rauch aufgegangen.
Het ontwerp van Rauch bestaat naast het ruiterstandbeeld uit een sokkel met vele allegorische figuren en beelden van personen uit de tijd van Frederik de Grote. Het meer dan vijfenhalve meter hoge ruiterstandbeeld is in brons uitgevoerd en toont Frederik de Grote met in zijn linkerhand de teugels van het paard en in zijn rechterhand een wandelstok. Hij draagt een uniform en overziet de Unter den Linden met een koninklijke blik. De uitvoering van het ontwerp duurde vele jaren en uiteindelijk werd het monument pas in 1851 feestelijk onthuld.
Tijdens de Tweede Wereldoorlog werd er een stenen muur om het monument geplaatst zodat het beschermd was tegen bommen en straatgevechten. Na de oorlog werd de beschermingsmuur weer verwijderd. Het monument stond in het voormalige Oost-Berlijn en paste volgens de communistische bestuurders van de DDR niet in het centrum van de Oost-Duitse hoofdstad als symbool van de monarchie. In 1962 werd het monument overgebracht naar het park van het Slot Charlottenhof in Potsdam.
Tegenwoordig staat het standbeeld weer op zijn oorspronkelijke plaats aan de Unter den Linden voor het gebouw van de Humboldtuniversiteit en het Altes Palais.